# ماری فون اشلایتنیز
ماری فون اشلایتنیز (انگلیسی: Marie von Schleinitz; ۲۲ ژانویهٔ ۱۸۴۲ – ۱۸ مهٔ ۱۹۱۲) یکی از افراد تأثیرگذار در محفل ادبی اوایل رایش آلمان در برلین و یکی از مهم‌ترین حامیان ریشارد واگنر بود.

## زندگی

### جوانی
ماری – با لقب «میمی» – در رم به دنیا آمد و دختر لودویگ آگوست فون بوخ، سفیر پروس در واتیکان بود. پدرش در سال ۱۸۴۵ درگذشت و مادرش، ماری فون نیپتس (۱۸۲۰–۱۸۹۷)، در سال ۱۸۴۷ با پرنس هرمان آنتون فون هاتزفلدت به تراخنبرگ (۱۸۰۸–۱۸۷۴) ازدواج کرد. با این ازدواج، وضعیت اقتصادی مادر و دختر که تا آن زمان چندان خوب نبود، به دلیل ثروت خانواده هاتزفلدت بهبود یافت. ماری از دوران کودکی به آموزش پیانو پرداخت؛ و تحت آموزش هنرمندانی همچون کارل تاسیک، استعداد موسیقایی قابل توجهی را توسعه داد. آشنایی او با فرانتس لیست که او نیز علاقه‌مند به پیشرفت توانایی‌های موسیقایی او بود، از همین دوره آغاز شد.

### ازدواج‌ها

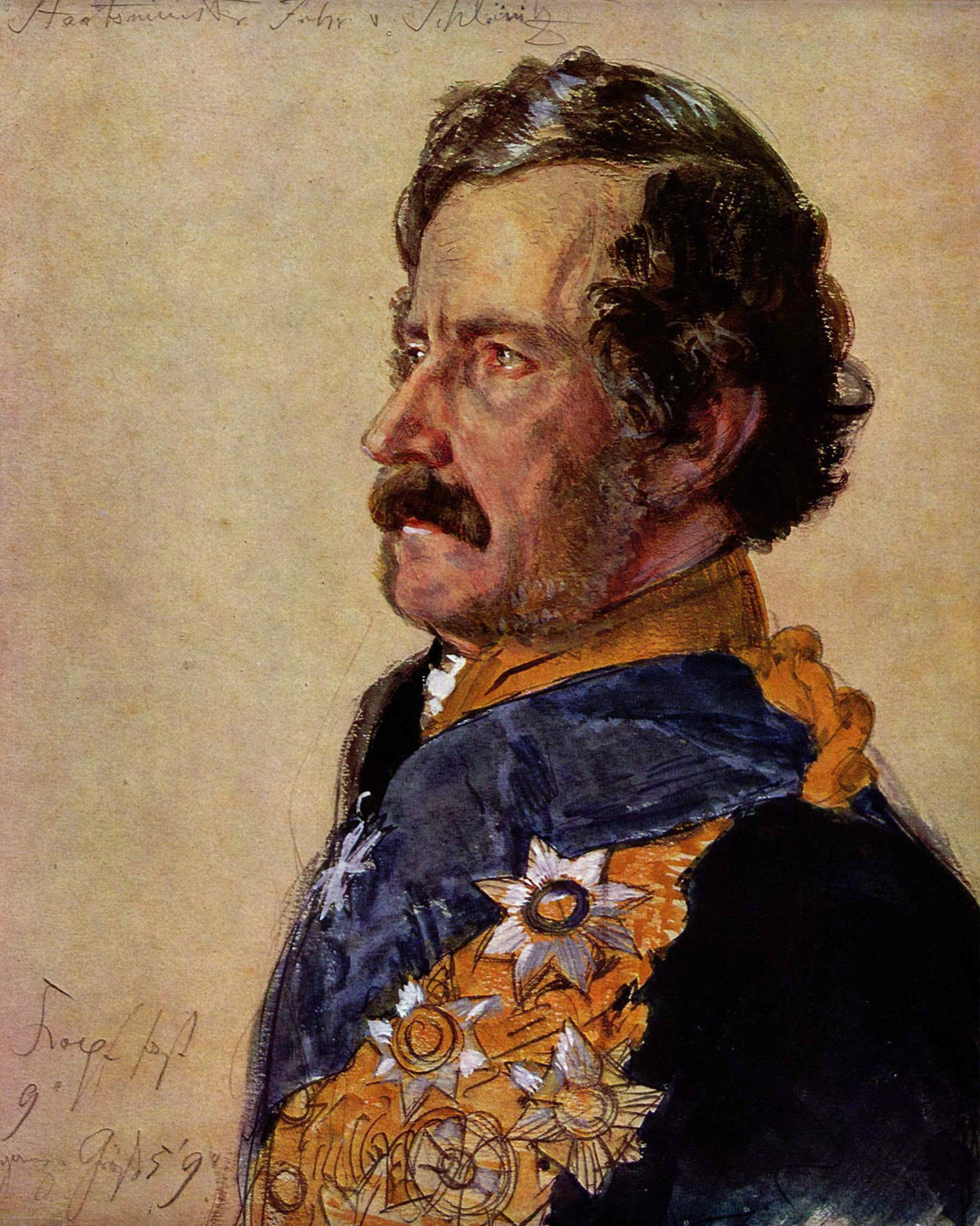
کنت الکساندر فون اشلینیتز، شوهر اول فون اشلینیتز؛ پرتره توسط آدولف منتسل، ۱۸۶۵

در سال ۱۸۶۵، فون اشلینیتز با فری‌هر الکساندر فون اشلینیتز (۱۸۰۷–۱۸۸۵)، وزیر وقت دربار پروس، ازدواج کرد. شوهرش سی و پنج سال از او بزرگ‌تر بود. در سال ۱۸۷۹، آنها توسط امپراتور ویلهلم یکم، امپراتور آلمان به گراف (لقب اشرافی) و کنتس تبدیل شدند. آنها فرزندی نداشتند.
شوهر اول او در سال ۱۸۸۵ درگذشت. در سال ۱۸۸۶، فون اشلینیتز با کنت آنتون فون وولکنشتاین-تروستبورگ (۱۸۳۲–۱۹۱۳) ازدواج کرد، که سفیر اتریش ابتدا در برلین، سپس در سن پترزبورگ و در نهایت (از ۱۸۹۴) در پاریس بود. از این زمان به بعد، او خود را «کنتس اشلینیتز-وولکنشتاین» می‌نامید. در تابستان‌ها، آنها به ملک روستایی خانواده وولکنشتاین، قلعه «ایوانو» در جنوب کنت‌نشین تیرول می‌رفتند. پس از بازنشستگی شوهر دومش در سال ۱۹۰۴، آنها به برلین بازگشتند، جایی که هر دو قبل از آغاز جنگ جهانی اول درگذشتند.

### ریشارد واگنر

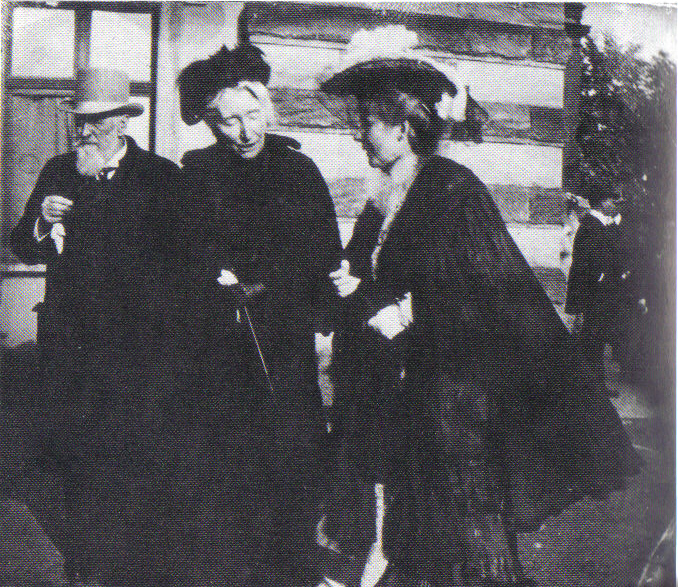
کازیما واگنر همراه با کنت و کنتس وولکنشتاین در جشنواره بایرویت، دهه ۱۸۸۰

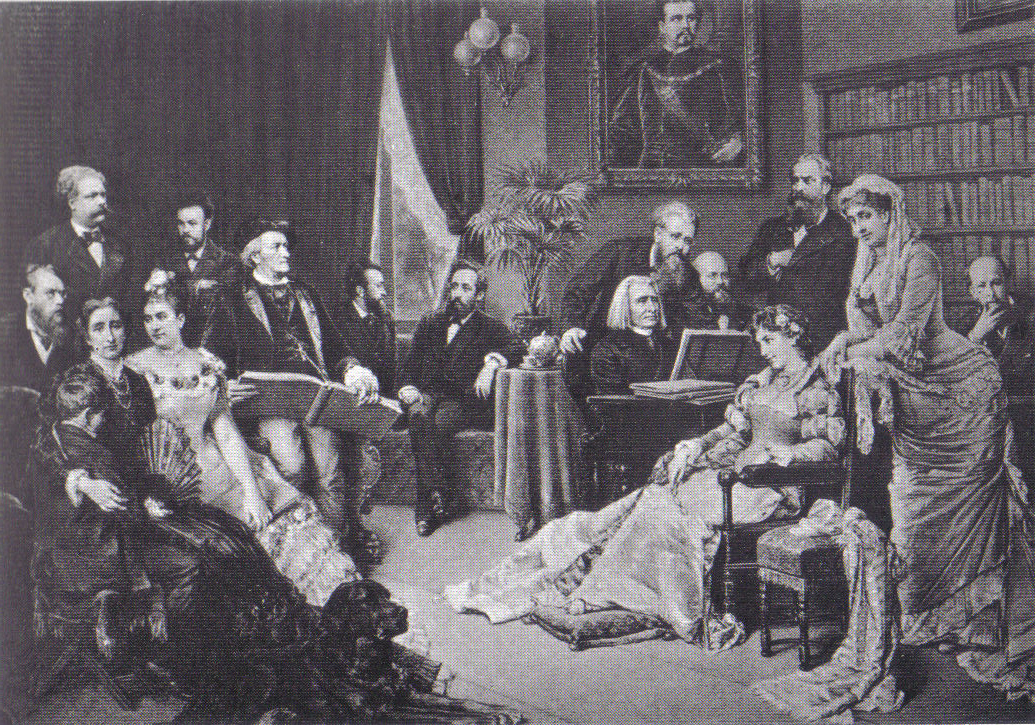
ریشارد واگنر در ویلا وهنفرید با نزدیک‌ترین دوستانش، حدود سال ۱۸۸۰؛ نقاشی توسط جورج پاپریشیتس. در سمت راست، نشسته، فون اشلینیتز.

ماری فون اشلینیتز از اوایل دهه ۱۸۶۰ به شدت طرفدار ریشارد واگنر (۱۸۱۳–۱۸۸۳) شد، زمانی که او برای اولین بار در یک کنسرت در وروتسواف با او آشنا شد. به عنوان همسر وزیر دربار پروس، فون اشلینیتز از تأثیر اجتماعی خود که به مقام جدیدش مرتبط بود، برای حمایت و معرفی حرفه واگنر در میان محافل برجسته جامعه پروس استفاده کرد. او از واگنر در دربار پروس حمایت کرد؛ امپراتور ویلهلم یکم افتتاح جشنواره جشنواره بایرویت را در سال ۱۸۷۶ به او اعطا کرد. فون اشلینیتز در سال ۱۸۷۰ کمک کرد تا «انجمن پاتروانات بایرویت» (Bayreuth Patronage Club) تأسیس شود، که هدف آن تأمین مالی پروژه‌های مختلف واگنر، از جمله ساخت تالار اپرای بایرویت بود که در سال ۱۸۷۶ تکمیل شد.
ماری فون اشلینیتز و واگنر از اولین دیدار خود دوستان نزدیک شدند و نامه‌های زیادی میان آنها رد و بدل شد. پس از ازدواج مجدد واگنر در سال ۱۸۷۰، فون اشلینیتز به دوست نزدیک همسر دوم واگنر، کازیما واگنر، تبدیل شد، که دخترش دانیلا، بعدها خانم هنری توده، را در دهه ۱۸۸۰ به محافل برلینی معرفی کرد. واگنر در سال ۱۸۸۳ درگذشت.

### محفل ادبی

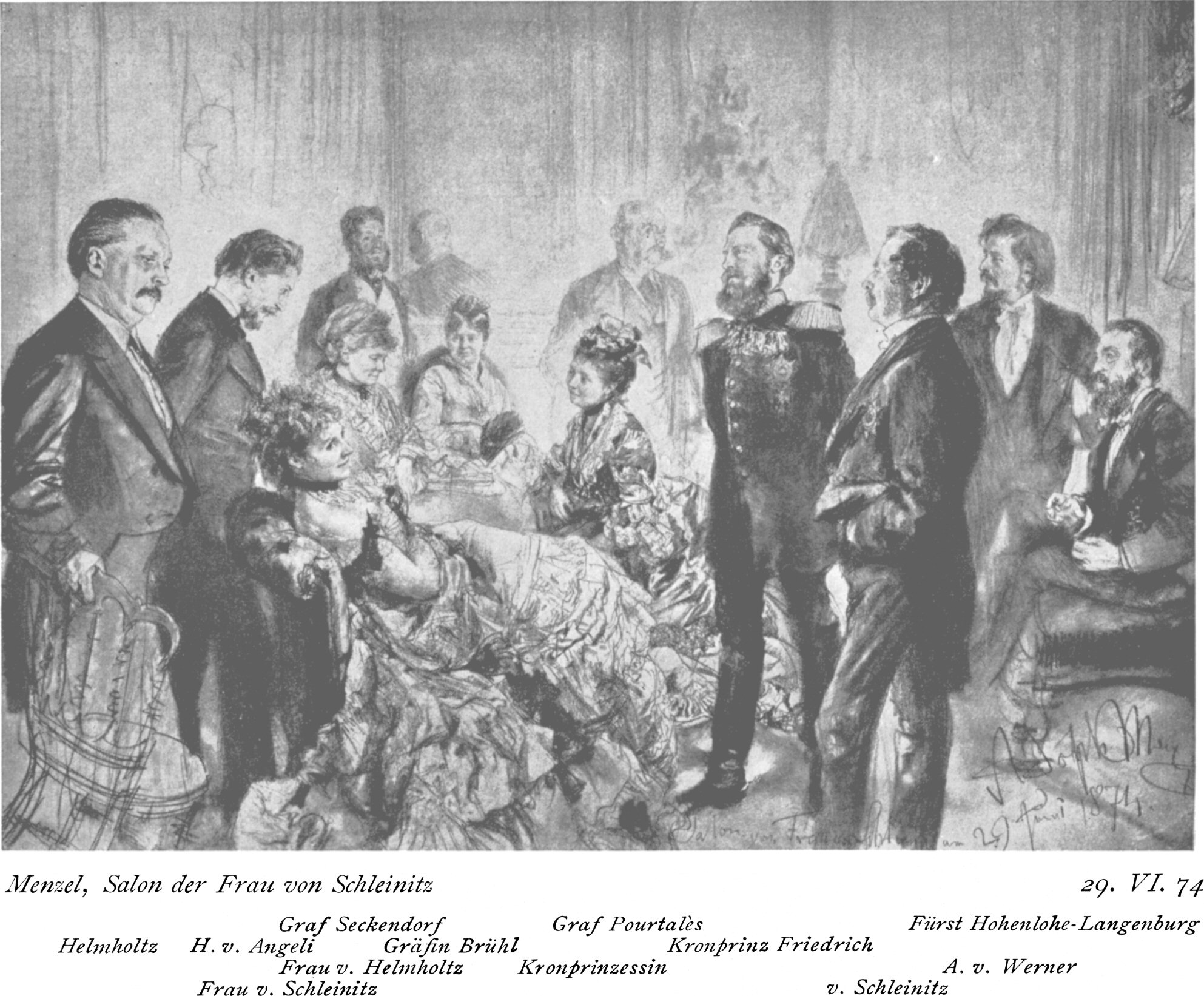
شب‌نشینی در محفل اشلینیتز؛ طراحی توسط آدولف منتسل، ۱۸۷۵. از چپ به راست: هرمان فون هلمهولتز، هینریش فون آنجلی، فون اشلینیتز، آنا فون هلمهولتز، کنت گوتز فون سیکندورف، کنتس هِدویک فون برول، ویکتوریا، شاهدخت سلطنتی، کنت ویلهلم پورته‌الِس، فریدریش سوم، امپراتور آلمان، الکساندر فون اشلینیتز، آنتون فن ورنر، پرنس هرمان از هویهن‌لوه-لانگن‌بورگ.

از ابتدای ازدواج خود، فون اشلینیتز در محل اقامت وزیر همسرش در خیابان ویلهلم‌اشترس‌اشتراسه ۷۷ در برلین یک محفل ادبی برگزار می‌کرد. او تأکید خاصی بر جهت‌گیری فرهنگی و علمی سالن خود داشت، که به شهرت بعدی او به عنوان تنها زن اشرافی در برلین که در شکل‌دهی فرهنگی پایتخت امپراتوری آلمان جدید نقش داشت، کمک کرد. او عناصر اشرافی و بورژوایی را در محفل خود ترکیب می‌کرد که این موضوع در جامعه هنوز به نسبت فئودالی پروس، نوآورانه بود. تا آن زمان، اشراف، افسران و مقامات مدنی به ندرت با اندیشمندان، دانشمندان و بازرگانان ارتباط برقرار می‌کردند.
در نتیجه ازدواج دومش با وولکنشتاین، فون اشلینیتز محفل خود را در برلین تعطیل کرد و همراه با شوهر جدید خود به مأموریت‌های دیپلماتیک او در کشورهای مختلف رفت. پس از بازنشستگی او در سال ۱۹۰۴، او خانه خود را در برلین دوباره گشود و تا زمان مرگش در سال ۱۹۱۲، دوستان شخصی و اعضای زندگی سیاسی و فرهنگی رایش را پذیرایی می‌کرد.

### بیسمارک
علاوه بر دوستی او با واگنر، فون اشلینیتز به دلیل رقابت خود با اتو فون بیسمارک (۱۸۱۵–۱۸۹۸) نیز شناخته می‌شد. نخست‌وزیر پروس و بعدها صدراعظم آلمان، که حکومتی محافظه‌کار و اقتدارگرایانه بر پروس و آلمان برقرار کرده بود، به دلیل ذهنیت لیبرال فون اشلینیتز نسبت به او نظر مساعدی نداشت. بیسمارک دشمن شوهر او بود، که یکی از شخصیت‌های برجسته دوران به اصطلاح «دوره جدید» از ۱۸۵۸ تا ۱۸۶۲ بود، زمانی که ویلهلم یکم، امپراتور آلمان و همسرش ماریا لوئیزا آگوستا کاترینا استراتژی ملایم مدرن‌سازی و لیبرال‌سازی دولت پروس را دنبال می‌کردند. الکساندر فون اشلینیتز محبوب ملکه آگوستا، با ذهنیت لیبرال بود. با این حال، فون اشلینیتز چندین تلاش ناموفق برای آشتی دادن بیسمارک با شوهرش و خود انجام داد.

## نقش تاریخی
ماری فون اشلینیتز به عنوان یک شخصیت نمادین از مخالفت لیبرال-اشرافی علیه سیاست‌های محافظه‌کارانه بیسمارک در زمان تأسیس رایش آلمان ایستاده است، همچنین نمایانگر دوره‌ای کوتاه و پرشور از فرهنگ و دانش در آلمان است که تاریخی میان افول رمانتیسم و آغاز مدرنیته قرار دارد. سالن‌های اشلینیتز و دوست او آنا فون هلمهولتز (سالن هلمهولتز عمدتاً میزبان دانشمندان بود) دو تا از تأثیرگذارترین سالن‌های برلین در امپراتوری بودند. اگرچه خود فون اشلینیتز بیشتر از سیاست به موسیقی و ادبیات علاقه‌مند بود، اما اتحاد میان این دو سالن، طبق گفته پتره ویلمه، تقریباً به معنای تلاش برای ساخت یک امپراتوری درونی بود که اشراف‌زادگان فرهنگی و نخبگان فکری را تحت حمایت لیبرال‌ها به هم پیوند می‌داد. طبق گفته تاریخ‌نگار میکائیل فوند، «شخصیت‌های بزرگ کشور، امپراتورها و پادشاهان، ولیعهدها، ژنرال‌ها، دیپلمات‌ها و دولتمردان در خانه خانم فون اشلینیتز دیدار می‌کردند؛ اما احترام نیز به نمایندگان برجسته زندگی فکری نشان داده می‌شد. هر کسی که به سالن انحصاری خانم فون اشلینیتز راه می‌یافت، آزمون پذیرش برای جامعه بالای پروس را با موفقیت پشت سر گذاشته بود».